# Bélesta, Ariège

Bélesta este o comună în departamentul Ariège din sudul Franței. În 1 ianuarie 2022 avea o populație de 1.085 de locuitori.